# Стерляжья уха
Москва Онегина встречает

Своей спесивой суетой,

Своими девами прельщает, 

Стерляжьей потчует ухой.
— У нас уху-то подадут — а? Со стерлядью да с налимьими печёнками… зо-ло-та-а-я! Да расстегаи к ней…
Россия гордится своей национальной кухней — блюдами, которые могут приготовить лишь русские и никакой другой народ, потому что только в их огромной империи имеются продукты, которых нет в других странах. В числе этих блюд — уха из стерляди. Стерлядь водится лишь в водах Оки и Волги. Русские с ума сходят по такой ухе.
Стерля́жья уха — некогда популярное первое блюдо русской кухни, часто упоминающееся в произведениях русской классической литературы. Представляла собой разновидность двойной ухи, прозрачный рыбный бульон с отварной стерлядью, который обычно подавали с расстегаями с рыбой или визигой.
Стерлядь, самый мелкий вид осетровых, водится только в русских реках и не выходит в море, как другие представители этого семейства. В современной России стерлядь занесена в Красную книгу РФ. В гастрономической культуре дореволюционной России сделали себе имя шекснинская и сурская стерляди. Стерлядь из Шексны особо светлой окраски с жёлтым брюшком превосходила по своим вкусовым качествам волжскую и поставлялась ещё в XVII веке «на великого государя обиход». К началу XX века осетровых в Шексне загубили зарегулированный сток при реконструкции Мариинской водной системы, развитие судоходства, бесконтрольный промысел и загрязнение водной среды. В «Поварском искусстве» 1902 года П. М. Зеленко жаловался на «страшный запах» дёгтя от рыбы в садках в Санкт-Петербурге, потому что барки, в которых сидит рыба, проконопачены паклей, пропитанной смолой и дёгтем, и рекомендовал при покупке дорогой двинской или шекснинской стерляди в садках проявлять бдительность и требовать от приказчиков соответствующего ручательства. Жирную и нежную сурскую стерлядь в живом виде поставляли к царскому столу в Санкт-Петербург, её популяция была уничтожена сточными водами в Пензенской области в 1960—1970-х годах.
Для стерляжьей ухи требуется прозрачный рыбный бульон, приготовленный на головизне или рыбной мелочи с пассерованными кореньями сельдерея и моркови. Разделанную на куски стерлядь без визиги отваривали в бульоне в порционных мисках или сотейнике, приправив перцем горошком. Перед подачей с кусков стерляди удаляли хрящики. Стерляжью уху подают в той же миске, в которой она варилась, или в подогретой тарелке, к ней полагаются ломтик лимона и рубленая зелень петрушки, укропа и кинзы на розетке. Стерляжья уха по правилам должна иметь на поверхности блёстки жира, поэтому в неё перед сервировкой часто добавляли сливочное масло, окрасившееся жёлто-оранжевым цветом при пассеровании тёртой моркови.
В. А. Лёвшин в своём труде «Русская поварня» рекомендовал готовить стерляжью уху на воде с квасом, приправив луком, лимоном, перцем и гвоздикой. Е. И. Молоховец в «Подарке молодым хозяйкам» предлагает перед подачей приправлять рыбный бульон прокипячённым отдельно шампанским «Клико» или сухим белым вином, а В. Завадская в «Литовской кухарке» и Е. А. Авдеева в «Полной поваренной книге русской опытной хозяйки» — мадерой или другим крепким вином. По рецепту стерляжьей ухи с налимьими печёнками их в отваренном виде кладут либо в порционную миску, либо подают отдельно залитыми рыбным бульоном. Есть рецепт, в котором предлагается отваривать стерлядь с добавлением нельмы холодного копчения и шариков из предварительно отваренной в рыбном бульоне ячневой крупы, а при подаче добавлять раковые шейки и зелёный лук. В рецепте «стерляди по-купечески» в процеженном бульоне из частиковых вместе со стерлядью отваривают нарезанные кубиками картофель и морковь.
О фанатической любви русских к стерляди вопреки её дороговизне писал путешествовавший по России Александр Дюма. В «Искусстве французской кухни» Антуан Карем, со слов главного повара императора Александра I, повествует, что на великолепном обеде, который в Таврическом дворце князь Потёмкин давал в честь императрицы Екатерины II, удивительную уху из стерлядей замечательной величины в специально по этому случаю заказанной серебряной чаше особой отделки подавали двадцать четыре разряженных официанта, и стоила та уха 15 тысяч рублей серебром.
Стихотворение Г. Р. Державина «Приглашение к обеду» 1795 года начинается строкой «Шекснинска стерлядь золотая», известно, что на том обеде у поэта присутствовали князь П. А. Зубов, И. И. Шувалов и граф А. А. Безбородко. Ставшая крылатой строчка Державина встречается в репортаже с парадного обеда у московского губернатора в нумере «Московских ведомостей», который читают два голодных генерала на необитаемом острове в повести М. Е. Салтыкова-Щедрина. В «Помпадурах и помпадуршах» М. Е. Салтыкова-Щедрина за обедом к стерляжьей ухе и soupe á la reine подавали расстегаи и семь или восемь сортов пирожков. А. И. Герцен в «Былом и думах» вспоминает, как по молодости и неопытности они с Н. П. Огарёвым в «Яре» заказали ouka au shampagne, бутылку рейнвейна и какой-то крошечной дичи и остались голодными. Уху из стерлядки с расстегайчиком пополамным, «чтобы стерлядка с осетринкой и печёночка налимья», заказывают завсегдатаи тестовского трактира у В. А. Гиляровского в «Моих скитаниях». Московскую «философию стерляжьей ухи и расстегаев» постигал персонаж «Тарантаса» В. А. Соллогуба. В повести А. И. Куприна «Яма» Дилекторский на одиннадцать копеек «как привычный, заправский кутила» заказал в гостинице стерляжью уху, дуплетов и фруктов, кофе, ликёров и две бутылки замороженного шампанского. По воспоминаниям И. А. Гончарова, за стерляжьей ухой роскошничали на борту фрегата «Паллада». В «Мёртвых душах» Н. В. Гоголя стерляжья уха с налимами и молоками шипит и ворчит меж зубами у господ средней руки. В «Братьях Карамазовых» Ф. М. Достоевского обед в доме отца игумена состоял из пяти блюд и начинался с ухи со стерлядью и с пирожками с рыбой. В «Записках охотника» И. С. Тургенева благодетеля Тихона Недопюскина, завещавшего ему деревню Бесселендеевку со всеми угодьями, за стерляжьей ухой прихлопнул паралич.